# Felis silvestris caucasica
Felis silvestris caucasica este o subspecie a pisicii sălbatice europene care populează Munții Caucaz și Turcia.

## Taxonomy
Felis silvestris caucasica a fost descris de Konstantin Satunin⁠(en)[traduceți] în 1905 pe baza unei piei a unei pisici femele colectată lângă Borjomi⁠(en)[traduceți] în Georgia.
Felis silvestris trapezia a fost propus în 1916 pentru un specimen zoologic⁠(en)[traduceți] mascul din colecția Muzeul de Istorie Naturală din Londra care își are originea în vecinătatea Trabzonului din nordul Turciei.

## Caracteristici
Felis silvestris caucasica diferă de pisica sălbatică europeană prin faptul că este de un cenuși ai deschis la culoare, cu un model mai șters pe laterale și coadă. Este asemănătoare în mărime, măsurând 70–75 cm în lungimea capului plus cea a trunchiului, 26–28 cm în înălțimea până la greabăn. Cântărește 5,2–6 kg, rareori mai mult de 8 kg.

## Răspândire și habitat
În Turcia, pisica sălbatică este considerată comună in păduri mezice⁠(en)[traduceți] și mixte de stejar-fag din Munții Pontici, dar rară în regiunile Mării Marmara și Mării Egee. În Munții Taurus probabil se găsește numai în păduri de copaci cu frunze decidue⁠(en)[traduceți] din Provincia Kahramanmaraș‎. Este posibil extinctă în Regiunea Anatolia de Est.